# Ponte Capriasca
Ponte Capriasca (in dialetto ticinese Punt Cavriasca) è un comune svizzero di 1 884 abitanti del Canton Ticino, nel distretto di Lugano.

## Geografia fisica
Ponte Capriasca comprende una piccola valle minore del Vedeggio e un'exclave lontana circa 10 km, che è l'alta valle del torrente Serdena che va dal monte Segor al monte Gazzirola sul confine con i comuni di Cavargna (in Italia) e di Bellinzona.

## Monumenti e luoghi d'interesse

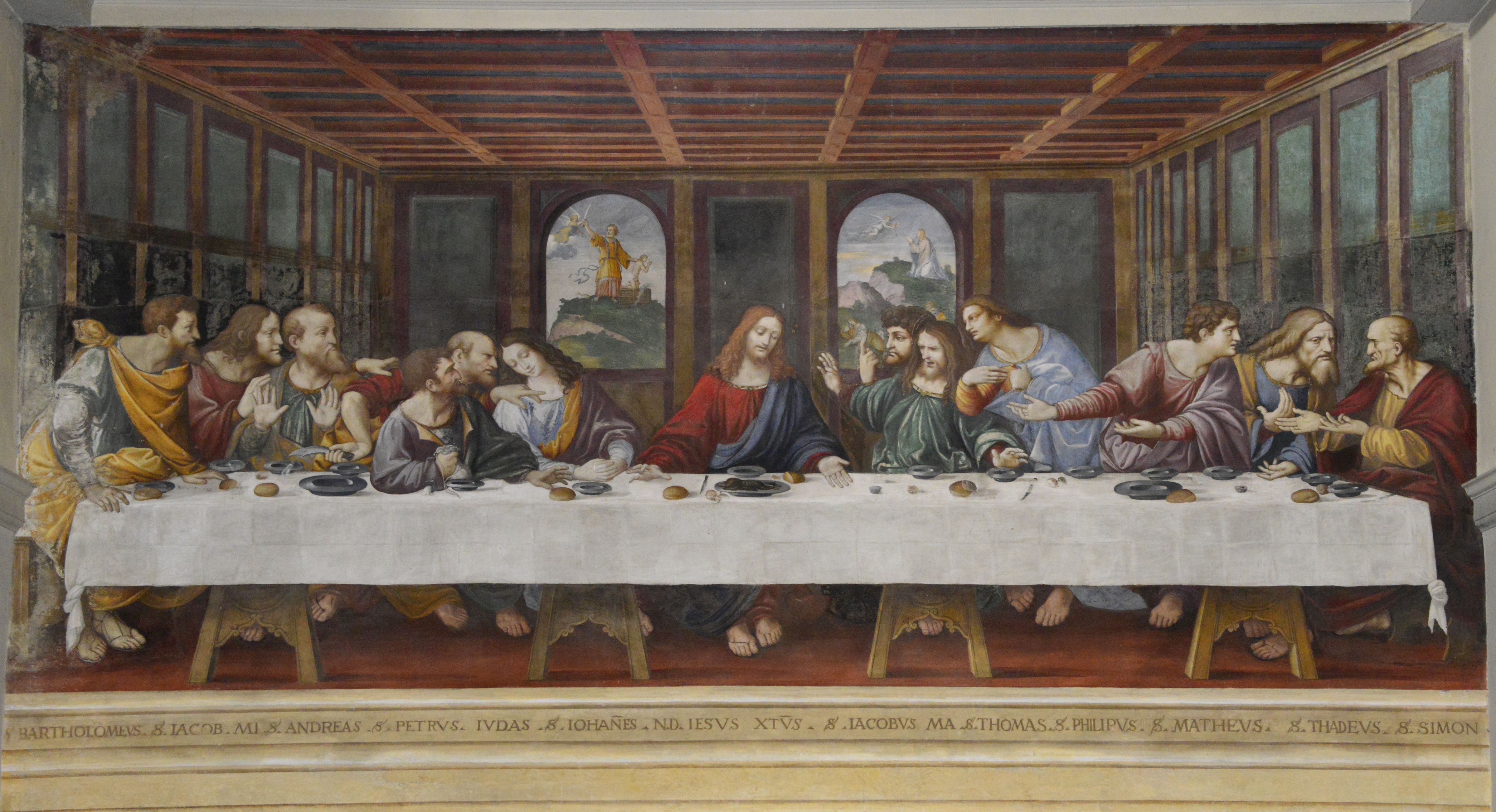
L'Ultima Cena nella chiesa di Sant'Ambrogio

- Chiesa di Sant'Ambrogio, attestata dal 1356 ma risalente al periodo romanico; ospita il dipinto Ultima Cena, opera di un pittore leonardesco, del XVI secolo[1];
- Case rurali e borghesi del XVI-XVII secolo[senza fonte].

## Società

### Evoluzione demografica
L'evoluzione demografica è riportata nella seguente tabella:
Abitanti censiti

## Amministrazione
Ogni famiglia originaria del luogo fa parte del cosiddetto comune patriziale e ha la responsabilità della manutenzione di ogni bene ricadente all'interno dei confini del comune.